# Чък Джоунс
Чък Джоунс (на английски: Chuck Jones) е американски аниматор, сценарист, режисьор и филмов продуцент. Известен е с неговите анимационни филми като „Гринч“, „Бързоходеца и Уили Койота“. Създава продукция на име Sib Tower 12, благодарение на която се раждат нови епизоди на „Том и Джери“.

## Филмография

### Като режисьор

#### 1959 година
- Гореща тяга и полет (Hot-Rod and Reel!), част от поредицата Шантави рисунки
- Див и много бърз (Wild About Hurry), част от поредицата Шантави рисунки